# Джо Свінсон
Джо Свінсон (англ. Jo Swinson; нар. 5 лютого 1980, Мілнгеві, Шотландія) — британський політик.

## Біографія
Джо Свінсон народилася 5 лютого 1980 року у Мілнгеві (Шотландія, Велика Британія).
Закінчила Douglas Academy і Лондонську школу економіки.

## Кар'єра
У 2001 році, у віці 21 року, була кандидаткою ліберал-демократів на виборах в окрузі Джона Прескотта, заступника лідера Лейбористської партії. У 2005 році вона пройшла до парламенту Великої Британії, ставши наймолодшим депутатом (так званим «Малюком Палати») зі списку обраних. На виборах у 2015 році вона не змогла отримати місце члена парламенту.
- Заступниця лідера шотландських ліберал-демократів (20 вересня 2010 — 23 вересня 2012),
- Парламентська приватна секретарка заступника прем'єр-міністра (3 лютого — 4 вересня 2012),
- Парламентська заступниця міністра підприємництва, інновацій та ремесел Великої Британії та жіночої рівності (з 4 вересня 2012).

## Особисте життя
З 13 травня 2011 одружена з політиком Данканом Хеймсом (нар. 1977). Є син — Ендрю Леннокс Маршалл Хеймс (нар. 22.12.2013)